# Masaaki Kanno
Masaaki Kanno (菅野 将晃, Kanno Masaaki), né le 15 août 1960, est un footballeur japonais reconverti entraîneur, qui évolue au poste de milieu de terrain.